# Cicely Hey
Cicely Hey (Faringdon, 1896-1980) fue una artista británica conocida como pintora, escultora y creadora de modelos. Aunque nacida en Inglaterra, pasó gran parte de su carrera en Gales. 

## Biografía
Hey nació en Faringdon en Oxfordshire. Primero estudió arte en la Escuela de Arte de Bruselas y luego en Londres en la Escuela Central de Artes y Oficios y en la Escuela de Arte Slade.
Además de trabajar como pintora y dibujante, también modeló para el artista Walter Sickert, quien pintó su retrato varias veces a principios de los años veinte. Los dos se habían encontrado por primera vez en una conferencia de Roger Fry en enero de 1923 para la cual Hey estaba recolectando fondos. Hey posó para Sickert diariamente a lo largo de enero y febrero de 1923 y luego siguió viéndolo regularmente. La gran cantidad de dibujos y pinturas que Sickert produjo de Hey incluían un retrato doble de los dos, Death and the Maiden. En la última pintura de Sickert que representaba a Hey la hizo pasar por la hermana de Lázaro en The Raising of Lázaro. Sickert le dio a Hey una gran cantidad de pinturas y dibujos que donó a la Galería de Arte Whitworth en Mánchester poco antes de morir.
En el momento en que Hey conoció a Sickert, ella vivía en una casa en Bloomsbury en la que vivió, entre otros, con Robert R. Tatlock, crítico de arte y editor de Burlington Magazine, con quien se casó más tarde. Hey comenzó a exponer en exposiciones colectivas con el London Group desde 1928, con el Women's International Art Club, el New English Art Club y la Society of Graphic Artists. Su primera exposición individual fue en 1933 en la Galería Lefevre de Londres e incluyó dibujos de escritores y artistas como Sickert, Rebecca West y Duncan Grant.
En 1941, Hey se mudó a Gales y se estableció en Llysfaen, en el norte de Gales, y comenzó a centrarse en fabricar modelos. Trabajaría en terracota, alambre y papel maché para crear figuras de época en miniatura a menudo con trajes históricamente precisos. Ejemplos de su trabajo se vieron en la exhibición itinerante de pintura y escultura contemporáneas de Gales del Arts Council of Wales 1955, y expuso con el North Wales Group desde 1956 hasta 1968. Entre 1957 y 1961, Hey fue una expositora habitual en la exposición de arte del National Eisteddfod de Gales y en 1964 tuvo una exposición individual, Period Figures, en el Geffrye Museum de Londres y también realizó una gira El centro de arte Llanover Hall en Cardiff acogió una exhibición de sus dibujos en 2006 y tanto la Galería de Arte Glynn Vivian en Swansea, la Sociedad de Arte Contemporáneo de Gales y el Museo de la Vida Rural Inglesa en Reading tienen piezas suyas.